# Autolykos
Autolykos (řecky Αὐτόλυκος, latinsky Autolycus) byl v řecké mytologii synem boha Herma, otec Odysseovy matky Antikleie. Jinak proslul jako jeden z nejlstivějších Řeků v mytických dobách. Autolykos byl zřejmě jablko, které nepadlo daleko od stromu, jeho otec byl mimo jiné totiž také bohem zlodějů.
Asi nejznámějším jeho činem je krádež stáda dobytka oichalskému králi Eurytovi a pikantní je, že z tohoto činu obvinil hrdinu Hérakla. Tato historka se uvádí jako první případ, kdy zloděj křičí „Chyťte zloděje!“
Krádeže dobytka se také dopustil vůči Sisyfovi, jenže Sisyfos byl chytřejší, nastražil léčku se stádem, jehož kopyta nesla nápis „Ukradl Autolykos“, takže byl okamžitě po činu usvědčen a potrestán.